# Grantchester (série télévisée)
Pour les articles homonymes, voir Grantchester (homonymie).
Grantchester est une série télévisée policière britannique tirée de la suite littéraire anglaise Les Mystères de Grantchester (The Grantchester Mysteries) écrite par James Runcie, et diffusée depuis le 6 octobre 2014 sur ITV.
La série a été diffusée aux États-Unis dans le programme Masterpiece Mystery sur PBS, en Australie à partir du 28 février 2015 sur ABC, puis en France à partir du 12 juillet 2015 sur trois dimanches successifs sur France 3 et en Belgique à partir du 5 juillet 2016 sur Club RTL.
La série se déroule au cours des années 1950, dans le village de Grantchester, voisin de Cambridge, dans le Cambridgeshire où le Révérend Sidney Chambers (pasteur anglican interprété par James Norton), puis le révérend Will Davenport (joué par Tom Brittney), développent une activité secondaire d'investigation — avec l'aide initialement réticente de l'inspecteur Geordie Keating (interprété par Robson Green). La première saison de la série est fondée sur les histoires du premier livre, Sidney Chambers et l'Ombre de la Mort (Sydney Chambers and the Shadow of Death).

## Synopsis
En 1953, un jeune curé anglican, pasteur du village, fait équipe avec un inspecteur de police afin de résoudre une suite de crimes survenant dans la localité de Grantchester, située dans le comté de Cambridgeshire en Angleterre. Petit à petit, les deux hommes se lient d'amitié, constituent un duo inattendu, s'apportant mutuellement aide dans ce travail d'enquêteur.

## Distribution

### Acteurs principaux
- Robson Green (VF : Georges Caudron) : l'inspecteur Geordie Keating
- Tessa Peake-Jones (VF : Françoise Vallon) : Mrs Maguire
- Al Weaver (VF : Adrien Larmande) : Le curé Leonard Finch
- James Norton (VF : Emmanuel Garijo) : le révérend Sidney Chambers (saisons 1 à 4)
- Tom Brittney (en) (VF : Yann Sundberg) : le pasteur William Davenport (saisons 4 à 9)
- Morven Christie (VF : Maïa Michaud) : Amanda Kendall (saisons 1 à 3)
- Rishi Nair : le révérend Alphy Kotteram (depuis la saison 9)

### Acteurs récurrents
- Kacey Ainsworth (en) (VF : Isabelle Langlois) : Cathy Keating
- Nick Brimble : Jack Chapman, ancien homme d'affaires à la retraite
- Tom Austen (VF : Rémi Caillebot) : Guy Hopkins (saisons 1 à 3)
- Oliver Dimsdale (VF : Antoine Schoumsky): Daniel Marlowe, photographe (depuis la saison 2)
- Jemma Redgrave : Amelia Davenport, mère de Will (depuis la saison 4)
- Emily Patrick : Tamara Gurney-Clifford, belle sœur de Will (depuis la saison 6)
- Melissa Johns : Miss Scott, secrétaire (depuis la saison 6)
- Seline Hizli (en) : Margaret Ward (saisons 2 et 3)
- Fiona Button : Jennifer Chambers (saisons 1 et 2)
- Pip Torrens : Sir Edward Kendall (saison 1 et 2)
- Pheline Roggan : Hildegard Staunton (saison 1)
- Joe Claflin : DC (Detective Constable) Atkins (saison 1)
- Camilla Marie Beeput (en) : Gloria Dee (saison 1)
- Lauren Carse : Ellie Harding, journaliste (saison 5)
- Ukweli Roach (en) : Johnny Johnson (saison 1, 2 épisodes)

 Source et légende : version française (VF) sur RS Doublage

## Production
Le tournage de la première saison s'est déroulé à Londres, Cambridge et Grantchester de mars à juin 2014.
Quelques endroits de la localité de Grantchester, voisine de la célèbre ville universitaire de Cambridge, ont réellement été mis à profit pour plusieurs prises de vue, notamment l'église de St Andrew - St Mary et son cimetière adjacent.
Une maison privée de Lemsford, dans le Hertfordshire, a été louée par la production afin d'y reconstituer le presbytère figurant dans la série. Le Windmill pub de Chipperfield devenant le Red Lion de Grantchester.
L'avenue King's Parade de Cambridge, a été reconfigurée pour les scènes de rue des années 1950 avec voitures et bus d'époque ; un décor de restaurant a été construit avec tables, chaises et menus censés refléter l'ambiance de la décennie dans laquelle se déroulent les différents épisodes.
La gare de Horsted Keynes, dans le West Sussex, sise sur la ligne Bluebell - un des conservatoires d'anciennes locomotives à vapeur britanniques et de non moins anciennes voitures du pays - a été utilisée pour représenter les anciens aménagements extérieurs de la gare de Cambridge.
La série qui a captivé une audience moyenne de 6,6 millions de téléspectateurs au Royaume-Uni a été reconduite pour une deuxième saison.
Le tournage de la deuxième saison a commencé à Londres et Grantchester en 2015.

## Épisodes

### Première saison (2014)
Scénariste : Daisy Coulam
1. La lettre d'adieu (Episode 1), (réalisation Harry Bradbeer)
2. Macabres fiançailles (Episode 2), (réalisation Harry Bradbeer)
3. La mort en face (Episode 3), (réalisation Tim Fywell)
4. Le cœur a ses raisons (Episode 4), (réalisation Tim Fywell)
5. Rien d'une opérette (Episode 5), (réalisation Jill Robertson)
6. Les ombres de la guerre (Episode 6), (réalisation Jill Robertson)

#### Résumé des épisodes
1. La lettre d'adieu : Fan de jazz et plutôt hédoniste, Sidney Chambers se précipite pour rentrer au presbytère de Grantchester. Le jeune prêtre doit prononcer l'oraison funèbre de Stephen Staunton. Un avocat, réputé dépressif et alcoolique, qui s'est suicidé dans son bureau. À la fin de la cérémonie, Pamela Morton - l'épouse de l'associé de Staunton - s'isole avec Sidney. Elle affirme que Stephen, qui était son amant, ne s'est pas donné la mort. Elle est certaine qu'il a été assassiné et supplie Sidney de l'aider à le prouver. Mais pour l'inspecteur Geordie Keating, l'enquête est déjà bouclée : Staunton a écrit de sa main une lettre d'adieu avant d'en finir.
2. Macabres fiançailles : La sœur de Sidney le convainc de se rendre, ensemble, au dîner de fiançailles donné par Amanda. Traînant les pieds, le jeune révérend retrouve le sourire en faisant la connaissance du cavalier de Jennifer, Johnny Johnson, lui aussi grand amateur de jazz ! Arrivés au manoir, tous trois passent la soirée en compagnie des ami(e)s, depuis le lycée, d'Amanda. Une violente dispute éclate lorsque la bague de fiançailles de la future mariée disparaît subitement. Des regards accusateurs se posent sur Johnny Johnson, seul homme de couleur parmi les invités. Innocent, il finit par vider ses poches. Le lendemain, Lilian Calthorpe, l'une des convives, est retrouvée morte dans la rivière. Sans ses bijoux.
3. La mort en face : Sidney est sollicité par Amanda et Guy pour la célébration de leur mariage à Grantchester. Le pasteur, qui a toujours des sentiments envers la jeune femme, noie un temps son chagrin dans l'alcool, au grand dam de Mrs Maguire. Par ailleurs, il va aider Isabel Livingston dans la préparation de son union avec Arthur Evans. La mère d'Isabel, qui confie à Sidney que son futur gendre veut la tuer, meurt peu après cette déclaration.
4. Le cœur a ses raisons : Héroïque, comme il le fut sans doute pendant la guerre, Sidney se précipite en pleine nuit dans la maison des Taylor dévorée par les flammes. Une fois à l'intérieur, il sauve in extremis Marion Taylor. Qui semble, étrangement, ne pas vouloir échapper à l'incendie. Quelques heures seulement après l'incident, le révérend fait comme à son habitude son sermon. À la fin de la cérémonie, Dominic Taylor - très préoccupé - l'aborde. Selon lui, l'incendie n'était pas du tout accidentel. Il accuse Tobias Hall, le propriétaire du pub.
5. Rien d'une opérette : Sidney et Geordie sont de sortie à Londres, où ils sont invités à passer une soirée dans le club de jazz tenu par Archie Johnson, le père du petit ami de Jennifer. Alors que le jeune pasteur a l'agréable surprise d'y croiser Amanda, le corps de Claudette, la fille du tenancier, est découvert au sous-sol. Walter, le petit-ami de la victime, est rapidement pris à partie par des proches du chef de famille. De son côté, Guy fait venir Sidney pour lui annoncer que son mariage avec Amanda sera célébré à Londres.
6. Les ombres de la guerre : Sidney est désemparé. L'invitation au mariage d'Amanda entre les mains, il se remémore sa première rencontre avec la jeune femme, à son retour du front. Le pasteur partage son désarroi avec l'archidiacre, avant de rentrer chez lui, où l'attend Hildegard. Penaud, il se rend compte alors qu'il a oublié leur rendez-vous ! Elle l'embrasse pour lui prouver qu'elle ne lui en veut pas. Mais le révérend reste torturé. À Geordie, qu'il retrouve à son bureau du Poste de police, il confie son désarroi. Alors qu'ils sont en grande conversation, ils sont interrompus par l'arrivée d'un adjoint de Keating qui leur annonce l'assassinat en pleine rue du policier Paul Jones. Selon un témoin oculaire - une prostituée - le tueur a évoqué un nom : « Merlin », avant de tirer sur Paul Jones (il est à noter que cet épisode n'est pas tiré d'une des histoires de la série littéraire).

### Deuxième saison (2016)
Scénariste : Daisy Coulam
1. Grandir trop vite (Episode 1), (réalisation Tim Fywell)
2. Chacun son camp (Episode 2), (réalisation Tim Fywell)
3. Un oiseau en cage (Episode 3), (réalisation David O'Neill)
4. Le bal des pendus (Episode 4), (réalisation David O'Neill)
5. L'amour est un poison (Episode 5), (réalisation Edward Bennett)
6. Pardonner et oublier (Episode 6), (réalisation Edward Bennett)
7. Noël en famille (Christmas Special), (réalisation Edward Bennett)

#### Résumé des épisodes
1. Grandir trop vite : Au retour d'un agréable pique-nique en compagnie de ses amis - Geordie Keating et sa famille, Leonard Finch, et la fidèle Mrs Maguire -, le père Sidney Chambers est arrêté par Phil Wilkinson pour agression sexuelle sur la personne d'Abigail Redmond, une paroissienne. C'est le père de la jeune femme, qui à la lecture du journal intime de sa fille, porte l'accusation. Mais la jeune fille a disparu, ainsi que son journal. Relâché, Sidney va enquêter auprès des jeunes de la paroisse. À la faveur des interrogatoires, le profil de la jeune paroissienne apparaît bien plus contrasté que beaucoup l'auraient pensé. Récemment, Abigail avait passé un moment avec le photographe du village, Daniel Marlowe. Accompagné de Geordie Keating, Sidney se rend au studio de Marlowe. Sur place, ils découvrent le corps sans vie d'Abigail Redmond.
2. Chacun son camp : Valentine Lylle, un professeur à l’Université du Corpus Christi de Cambridge, là-même où Chambers a fait ses études, a été retrouvé mort, le corps d ans plus tôt.isloqué au pied d’une chapelle. L’homme est visiblement tombé d’une tourelle. La victime était un grimpeur : il est de tradition de voir étudiants et professeurs s’adonner à l’escalade et de grimper sur les monuments historiques de la ville. S’agit-il d’un meurtre, d’un accident ou d’un suicide ? Par ailleurs, l’inspecteur Keating tente de trouver une compagne pour son ami Sidney Chambers.
3. Un oiseau en cage : Keating et Chambers sont confrontés à une étrange affaire : le jeune Théobald Graham confie avoir poignardé mortellement son logeur, Eric Whitaker, un homme considéré comme odieux et dangereux. Lorsque Keating et Chambers se présentent à la pension, c’est Whitaker lui-même qui leur ouvre la porte ! Ce dernier nie s’être trouvé à l’endroit où Theo dit l’avoir poignardé. L’homme est marié à la mystérieuse Vivian qu’il rudoie, et père d’une petite Johan. Alors qu’il se rendait à un nouvel interrogatoire, Eric Whitaker est renversé par un véhicule sous les yeux des enquêteurs. Il décède rapidement à l’hôpital. L’autopsie laisse apparaître que son torse a été tailladé comme l'avait précisé le jeune Graham.
4. Le bal des pendus : Sidney est appelé pour exorciser la demeure d'un riche propriétaire terrien, Reggie Lawson. Celui-ci pense que sa défunte femme Anna, qui s'est suicidée quelques années plus tôt, hante les lieux. Après ce tragique décès, Lawson s'est remarié avec Kitty, la secrétaire d’Anna. Sidney Chambers désire rassurer Reggie, mais celui-ci est retrouvé pendu, à proximité du box à chevaux où sa première femme a été retrouvée morte.
5. L'amour est un poison : L’inspecteur Geordie Keating procède à l’arrestation d’Eddie Jones, accusé de violences conjugales répétées sur sa femme Rita. Jones est particulièrement virulent à l’égard de Keating qui sera le dernier à voir vivant le prisonnier, retrouvé mystérieusement inconscient dans sa cellule. Tout laisse penser que Keating serait le meurtrier. Pendant ce temps, Amanda s’occupe du comité de soutien pour le procès en appel de Gary Bell. Grâce à ses relations, elle est parvenue à obtenir 5 000 signatures. Mais tout ceci sera-t-il suffisant ?
6. Pardonner et oublier : Les événements des mois précédents et son amitié brisée avec Geordie pèsent fortement sur Sidney. Sam Milburn revient demander à Sidney de lui pardonner, et le père d'Abigail menace de le tuer. Lorsque du sang est trouvé sur la tombe de la jeune fille et que Milburn disparaît, Sidney demande à Geordie de l'aider à le retrouver. Ils découvrent qu'il logeait chez la mère d'une jeune fille de 14 ans qui a disparu. Leonard découvre des preuves que l'archidiacre savait que Milburn était un agresseur en série de jeunes filles et a essayé de le couvrir. Amanda, enceinte et incapable d'accepter l'avenir avec son mari, décide de le quitter et est désavouée par son père. Elle se tourne alors vers Sidney pour qu'il la console, et celui-ci fait un choix qui va modifier sa position avec l'Église.
7. Noël en famille : Épisode diffusé le 24 décembre 2016 sur ITV. Un banquier est assassiné. Le mode opératoire est le même qu'un meurtre commis 9 ans plus tôt. Amanda s'est réfugiée chez sa tante. Elle accouche chez Grantchester avec l'aide de Leonard Finch, et de Mrs Maguire. Tous se retrouvent pour fêter Noël. Quelle que soit sa vie, des ténèbres, jaillit la lumière.

### Troisième saison (2017)
Scénariste : Daisy Goulam
1. Nos enfants chéris (Episode 1), (réalisation Tim Fywell)
2. Les liaisons clandestines (Episode 2), (réalisation Tim Fywell)
3. Ici et maintenant (Episode 3), (réalisation Rébecca Gatward)
4. Amours contrariés (Episode 4), (réalisation Rébecca Gatward)
5. Une envie de liberté (Episode 5), (réalisation Rob Evans)
6. L'heure des choix (Episode 6), (réalisation Rébecca Gatward)

#### Résumé des épisodes
1. Nos enfants chéris : Sidney est troublé par la découverte d'un corbeau mort dans le presbytère. Mais l'inquiétude grandit lorsque des oiseaux également morts sont retrouvés sur les scènes de deux décès récents. Sa relation clandestine avec Amanda fait-elle de lui une cible ? Geordie et Sidney suivent une piste qui les conduit dans une inquiétante maison qui accueille des personnes handicapées mentales.
2. Les liaisons clandestines : Un match de cricket local rassemble les villageois. Mais un affrontement entre le capitaine et le nouveau batteur pakistanais fait naître des tensions sur le terrain. Quand une intoxication alimentaire frappe l’équipe tout entière, seul le nouveau batteur y succombera. Tandis que Sidney évolue dans les cercles clandestins du village, il s’aperçoit que ses propres secrets sont peut-être sur le point d’être révélés.
3. Ici et maintenant : Un homme attaque la poste où se trouvent Léonard Finch et son amie Hilary. Puis un homme est tué. Geordie mène l'enquête et découvre qu'ils sont deux coupables. Leur but est d'avoir de l'argent pour être libres et partir. Geordie a une maîtresse à son travail. Sidney retrouve Amanda et sa petite fille. Hilary aime Léonard qui éprouve des sentiments pour Daniel Marlowe. Mais Léonard veut faire illusion et offre une bague de fiançailles à Hilary. Les fiançailles sont annulées. « On n'a qu'une vie, la seule sur terre. Il ne faut pas se ronger les sangs pour l'avenir ou ressasser le passé, dilapider notre temps de vie. Ce n'est ni hier, ni demain, c'est aujourd'hui qu'il faut vivre. »
4. Amours contrariés : Une fille meurt dans son usine. Geordie cherche le coupable. Mais le meurtrier est protégé et Geordie comprend que ses collègues sont franc maçons. C'est le bal de la police. La maîtresse de Geordie est là et la vérité est révélée à Cathy. Ronnie, le mari de Sylvia, revient. Il lui vole toutes ses économies. Léonard veut s'ouvrir les veines mais se rate. Sidney lui dit : "Tu dois accepter qui tu es." Sidney doute de son église et décide de partir.
5. Une envie de liberté : Sidney part à la recherche de Ronnie dans un camp de bohémiens. Ronnie a une autre femme et des enfants. Il est assassiné. Sylvia vient au campement rencontrer cette femme. Elle lui laisse de l'argent car elle est très malade.
6. L'heure des choix : Sidney doit choisir entre Amanda et l'église. Il écrit sa lettre de démission car il doute de l'église. Sylvia Mc Guire se marie et devient Mme Chapman. Un enfant est blessé. Personne ne s'occupe vraiment des enfants. Puis son frère Jacob est enlevé par son maître d'école qui a perdu son fils et a voulu protéger Jacob. Geordie et Cathy sont séparés mais se réconcilient à la fin de l'épisode. Daniel et Léonard se rapprochent.

### Quatrième saison (2019)
Les six épisodes de la saison ont été diffusés sur la télé britannique début 2019. À partir du 6 juillet 2019 sur la RTBF (télévision belge francophone), sur la RTS2 (Radio Télévision Suisse) et sur France 3.
1. Le pouvoir des mots (Episode 1), (réalisation Tim Fywell)
2. Une grande décision (Episode 2), (réalisation Tim Fywell)
3. De quoi demain sera fait (Episode 3), (réalisation Rébecca Gatward)
4. Nouveau départ (Episode 4), (réalisation Rébecca Gatward)
5. L'habit ne fait pas le moine (Episode 5), (réalisation Rob Evans)
6. L'union fait la force (Episode 6), (réalisation Rébecca Gatward)

#### Résumé des épisodes
1. Le Pouvoir des mots : Sidney Chambers assiste à une conférence du révérend Nathaniel Todd, porte-drapeau du mouvement pour les droits civiques aux États-Unis. Pendant l'événement, les manifestants perturbent le discours de Todd et lancent des feux d'artifice, provoquant la panique du public et l'écrasement de dizaines de personnes qui tentent de s'échapper par une porte verrouillée. Dans le chaos, le fils du Révérend Todd est poignardé. Le meurtre fait monter les tensions raciales et Geordie est appelé pour enquêter.
2. Une grande décision : Sidney découvre, après une nuit d'ivresse, qu'il est la dernière personne à avoir vu une femme en vie. Tandis qu'il s'efforce de se souvenir de ce qui s'est passé, Geordie s'inquiète de l'état d'esprit troublé de son ami.
3. De quoi demain sera fait : Geordie est appelé pour enquêter sur un cambriolage dans un laboratoire informatique. Lorsque le chef du laboratoire s'effondre et meurt d'un empoisonnement au mercure, Geordie soupçonne un acte criminel, surtout lorsqu'il découvre que le professeur semble avoir passé la nuit dans le laboratoire avec quelqu'un d'autre que sa femme.
4. Nouveau départ : Alors que Will se prépare à devenir le nouveau vicaire de Grantchester, Geordie lui présente une demande de nature religieuse. Un jeune garçon dans une ferme des Fens a du sang sur les mains et a du mal à communiquer. Lorsque Will commence à parler au garçon en langage des signes, le couple doit se réunir pour aider la famille du garçon à guérir - pendant que Will doit affronter ses propres démons.
5. L'habit ne fait pas le moine : Will et Geordie enquêtent sur les circonstances particulières entourant la mort d'Eddie, un associé du père de Will. Les relations entre le père et le fils entravent le bon déroulement de l'enquête.
6. L'union fait la force : Will, bouleversé par la tragédie familiale et confronté à des choix qui changent sa vie, cherche à se distraire dans le monde de Geordie. Un nouveau cas étrange se présente : le meurtre d'un jeune garçon dans une salle de danse, ce qui, selon Geordie, est la preuve que le pays est vraiment à la dérive. Les poches du garçon mort révèlent une carte de bibliothèque de la fille de Geordie, l'école d'Esme, et encore plus troublant, une photo d'Esme elle-même. Esme prétend être ignorante, mais Will sait qu'il se passe quelque chose car il l'a vue cacher une lettre d'amour.

### Cinquième saison (2020)
Le 11 juillet 2019, la série est renouvelée pour une cinquième saison.
1. La pomme et le serpent (Episode 1)
2. L'esprit de famille (Episode 2)
3. Un rêve innocent (Episode 3)
4. Dieu dans un flacon (Episode 4)
5. La trahison (Episode 5)
6. Les âmes brisées (Episode 6)

#### Résumé des épisodes
1. La pomme et le serpent : Jessica, étudiante du prestigieux Linley College pour femmes, est retrouvée morte dans la rivière après le bal de printemps. Ce bal est l'occasion pour les hommes et les femmes des différents campus de Cambridge de se rencontrer. Jessica n'est pas morte de mort naturelle. Comment et par qui a-t-elle été tuée ?
2. L'esprit de famille : Will et Leonard assistent à un délit de fuite mortel dans les rues paisibles de Grantchester. Geordie arrive à retrouver les propriétaires de la voiture : deux frères aux relations dysfonctionnelles.
3. Un rêve innocent : Will invite Ellie au cinéma. Un meurtre brutal prend place dans la cabine de projection. Les Chapman reçoivent une brique dans leur fenêtre et Keating découvre que quelqu'un a dormi dans le cinéma. Quel est le lien ?
4. Dieu dans un flacon : Un étudiant nu court à travers la ville en hurlant "Les aliens arrivent !". Keating s'apprête à l'arrêter mais Will le convainc qu'il s'agit probablement d'un excès d'ivresse. L'étudiant est retrouvé mort le lendemain dans un champ.
5. La trahison : Après un match de boxe entre Lucas et Matt, la porte est verrouillée. Vic et Will l’enfoncent et découvrent les deux autres inconscients. Cela ressemble à un double suicide. Vic en sait plus qu’il ne le montre. Luke meurt et Keating n’arrive pas à y croire.
6. Les âmes brisées : Geordie et Will découvrent une femme morte sur le green, ses bras en croix et une alliance au doigt. Il s’avère qu’elle était nonne.

### Sixième saison (2021)
1. Souvenirs de vacances (Episode 1)
2. Le Jugement de Salomon (Episode 2)
3. Bataille électorale (Episode 3)
4. Frères d'armes (Episode 4)
5. La Loi et la justice (Episode 5)
6. Ambitions et convictions (Episode 6)
7. Crimes et châtiments (Episode 7)
8. Querelle d'amoureux (Episode 8)

#### Résumé des épisodes
1. Souvenirs de vacances : Alors que Will, Leonard, les Chapman, la famille Keating et Daniel Marlowe profitent de quelques jours de vacances dans le parc Merries, le propriétaire des lieux est retrouvé mort.
2. Le Jugement de Salomon : Will s’apprête à baptiser le petit James Asper quand un homme fait irruption dans l’église, affirmant que c’est son fils et qu’une certaine Joan Beaumont lui a volé… Par ailleurs, Will rencontre sa nouvelle demi-sœur par alliance.
3. Bataille électorale : Le suicide du président du conseil paroissial de Grantchester déclenche des élections partielles bien plus mouvementées que d’habitude. Mais, bientôt, Reeny McArthur, la femme du défunt, reçoit une lettre qui la fait douter du suicide de son mari. Elle s’en ouvre à Will, trop heureux de se changer les idées après la mise en accusation de Leonard pour outrage à la pudeur.
4. Frères d'armes : Geordie et Will enquêtent sur la mort d’un jeune soldat américain survenue au poste de police. Le révérend doit également s’occuper de sa nouvelle demi-sœur envahissante, tout en s’inquiétant pour Leonard qui déprime à l’approche de son procès.
5. La Loi et la justice : Alors que le procès de Leonard approche à grands pas et que ses amis se préparent à le soutenir, un fourgon de banque est braqué. Une bibliothécaire, témoin de la scène, alerte la police.
6. Ambitions et convictions : Une jeune étudiante, qui lutte pour le désarmement nucléaire, fait une chute mortelle lors d’une action de protestation. Au presbytère, Will se voit imposer un nouveau vicaire par l’évêque.
7. Crimes et châtiments : En prison, Leonard est témoin de la maltraitance et des violences entre détenus, jusqu’au jour où l’un d’eux, Elroy Hastings, est retrouvé mort. Le compagnon de cellule de Leonard est accusé.
8. Querelle d'amoureux : Geordie et Will enquêtent sur la mort d’un homme soupçonné de violences contre son épouse. Geordie doit faire face à sa culpabilité lorsque son passé avec Johnny Richards refait surface. De son côté, Will doit tout faire pour défendre son poste auprès de l’évêque.

### Septième saison (2022)
1. Le Retour du frère prodigue : Le corps d"un homme est découvert sur le domaine des Fitzgerald, autrefois splendide, mais aujourd'hui en déclin. Il est rapidement identifié comme étant nul autre que son lord. De retour de l'étranger pour assister à un mariage familial. Will et Geordie se retrouvent è enquêter sur..
2. Mauvaise vie : Lester Carmichael, un des deux membres du couple propriétaire de la marque d'article de nettoyage Carmichael's, est retrouvé mort dans de curieuses circonstances. L'enquête de Will et Geordie les conduit à une adresse à Cambridge, où la vie privée du défunt semble se révéler moins irréprochable que ce que lui et sa femme aimaient montrer au public.
3. Le Bon Samaritain : Un vagabond est retrouvé mort dans l'entrée du café de Leonard. Geordie ne peut s'empêcher de penser que ce meurtre pourrait être lié à deux autres affaires non résolues. Qui peut bien s'en prendre aux sans-abri?
4. Les Maux dits : Un Membre de la congrégation de Will est retrouvé assassiné juste avant une collecte organisée par l'Église. Il apparaît rapidement que la victime, Neil Hughs, n'était pas le membre de la communauté que Will croyait. Des secrets émergent, qui amènent Will à se demander s'il connaît vraiment ses paroissiens et paroissiennes.
5. Une dernière Aventure : Un meurtre est commis dans une maison de retraite locale et deux des pensionnaires ont aussi disparu. Ces personnes sont-elle également des victimes ou sont-elles impliquées dans le crime? Will et Geordie parviennent à les retrouver, mais non sans difficulté.
6. Copie Conforme : Un autre sans-abri est retrouvé mort, rasé de près et tué de la même manière que les victimes précédentes. Est-ce que Geordie et Will auraient envoyé la mauvaise personne en prison? L'assassin est peut-être toujours en liberté.

### Huitième saison (hiver 2024)
1. Le favori : Quand un jeune motocycliste se fait assassiner, Will et Gordie se demandent qui pouvait vouloir sa mort. Est-ce une simple rivalité entre motards ou le meurtre cache-t-il un motif personnel ?
2. L'accident : Impliqué dans un accident de la route mortel, Will tombe dans une spirale de culpabilité. Geordie s'efforce de le rassurer.
3. Prestations indécentes : Perturbée par une manifestation, une réception universitaire tourne mal quand un tableau disparaît et qu'un gardien est retrouvé mort. Will feint d'aller bien, mais Cathy et Mme Chapman s'inquiètent.
4. Quête de rédemption : Leonard est bouleversé par le décès d'un résident du centre de réadaptation. Même si l'homme avait confié à Will avoir des pensées suicidaires, un meurtre n'est pas à exclure.
5. Un lourd fardeau : Assigné au bureau, Geordie s'attire les manigances d'Elliot, qui veut sa démission. Larry fait appel à Miss Scott pour l'aider dans son enquête. Geordie se rend compte que Will ne va pas bien du tout.
6. L'espoir : Quand Will se retrouve mal en point au milieu de nulle part, un policier l'emmène au poste. Geordie vient le chercher, mais les deux hommes sont vite entraînés dans une sombre histoire de meurtre.

### Neuvième saison (été 2024)
1. Nouveaux défis : Will et Geordie enquêtent sur la mort mystérieuse d'un artiste de cirque. Will reçoit une offre surprenante qui remet en question son avenir à Grantchester.
2. Les liens du cœur : Au village, qui est déjà ébranlé par la mort d'un gérant d'hôtel, on retrouve un bébé abandonné. Pour ne rien arranger, Geordie reçoit une nouvelle inattendue de Will.
3. Au delà des différences : Geordie et le nouveau pasteur Alphy Kottaram dépassent leurs premières réticences pour enquêter ensemble sur le meurtre d'un propriétaire terrien de la région.
4. Maîtres et valets : Invité à une réception dans la haute société locale, Alphy espère collecter des fonds pour la réfection de l'église. Mais les réjouissances tournent court quand un homme est retrouvé mort au sous-sol.
5. Se faire une place : Un meurtre d'Esme bouleverse les Keating. La rencontre d'Alphy avec l'évêque ne se déroule pas comme prévu.
6. À la recherche du sens perdu : Quand Alphy et Geordie enquêtent sur le meurtre d'un archéologue, ils mettent au jour une sombre histoire de trahison et de tromperie.
7. Le bon petit canard : Alphy est abasourdi par la disparition d'une femme qu'il connaît. Peu après, une amie à elle, une étudiante journaliste en herbe, est retrouvée morte. Alphy et Geordie se lancent dans une course pour trouver des réponses.
8. Les réconciliés : Lorsqu'un homme est retrouvé mort dans les rues de Cambridge, Alphy et Geordie commencent à démêler une série d'indices qui les mènent à une révélation choquante.

### Dixième saison (2025)
Elle est prévue pour 2025.

## Personnages
- Sidney Chambers est un prêtre anglican - et ancien combattant de la Seconde Guerre mondiale où il servit comme officier et chef de char au sein des Scots Guards - qui se retrouve lui-même impliqué dans la résolution de crimes, assistant le surmené inspecteur Keating. Ensemble, ils forgent un improbable partenariat, l'approche méthodique et bourrue de Keating complétant les techniques plus intuitives de récupération d'informations, parmi témoins ou suspects, du Clergyman.
- Geordie Keating, l'inspecteur de police, a également combattu durant la Seconde Guerre mondiale et ne supporte pas les imbéciles. Il ne comprend pas ce qui motive les gens à tuer. Il est marié à Cathy avec laquelle il a quatre enfants, trois filles et un fils, le dernier né.
- Amanda Kendall est la fille de Sir Edward Kendall, un homme riche. Sa mère est morte quelques années auparavant et elle a deux jeunes frères. Elle connait Sydney Chambers depuis longtemps, étant allée à l'école avec Jennifer, la sœur de celui-ci. Toujours très complices, Sidney et Amanda n'osent pas s'avouer qu'ils sont amoureux l'un de l'autre, mais quand le père de la jeune fille lui arrange son mariage avec Guy Hopkins - venant d'un parti qu'il juge digne de son rang - elle ne peut refuser. Elle travaille à la National Gallery de Londres.
- Mrs Maguire - plutôt versée dans la Bible et ses Commandements - est la gouvernante du pasteur de Grantchester. Elle reste fort affectée de la perte de ses trois frères au cours de la Première Guerre mondiale et de la disparition de son époux au cours du conflit mondial suivant. Elle ne cherche pas à masquer son aigreur, ses sautes d'humeur et parfois sa colère.
- Leonard Finch - que certains soupçonnent d'homosexualité - est le vicaire de Chambers. Initialement naïf, il fut professeur dans une école de jeunes filles et étudia la théologie avant de rejoindre le service de l’Église.
- Hildegard Staunton est une jeune Allemande, veuve d'un avocat anglais et vétéran de la Seconde Guerre Mondiale. Elle semble éprouver un sentiment amoureux pour Sidney, perturbant quelque peu ce dernier et déplaisant fort à Mrs Maguire.
- Guy Hopkins est l'aristocratique fiancé d'Amanda, attentif et méfiant de la fort amicale relation subsistant entre celle-ci et Sidney.